# 顺河站
顺河站是位于内蒙古自治区呼伦贝尔市海拉尔区哈克镇十六号村的一个铁路车站，邮政编码021013。车站建于1987年，有滨洲铁路经过该站，现不办理客货运业务，车站及其上下行区间均未电气化。车站距离哈尔滨站704公里，隶属哈尔滨铁路局，是五等站。